# الخاصرة

خاصرة الإنسان على الجانب مابين منطقة العانة والقفص الصدري

الخاصرة (أو: الخِصر) هي الجوانب مابين الأضلاع السفلية والحوض والجزء السفلي من الظهر. غالبا تستخدم هذه الكلمة عند الوصف التشريحي للبشر وذوات الأربع (مثل الخيول والخنازير و البقر). الوصف التشريحي يستخدم أيضا لوصف أجزاء اللحم المقطوعة لبعض هذه الحيوانات مثل المتن أو شريحة لحم الخاصرة (انتركوت).